# جت (شاره)
جت در مکانیک شاره‌ها به معنی جریانی است که از تخلیه شاره از درون یک روزنه، به فضای آزاد ناشی می‌شود.